# Бородавчатые веслоноги
Бородавчатые веслоноги, или телодермы, или дупляные лягушки (лат. Theloderma) — род бесхвостых земноводных из семейства веслоногих лягушек. Является сестринской группой по отношению к роду Nyctixalus.

## Описание

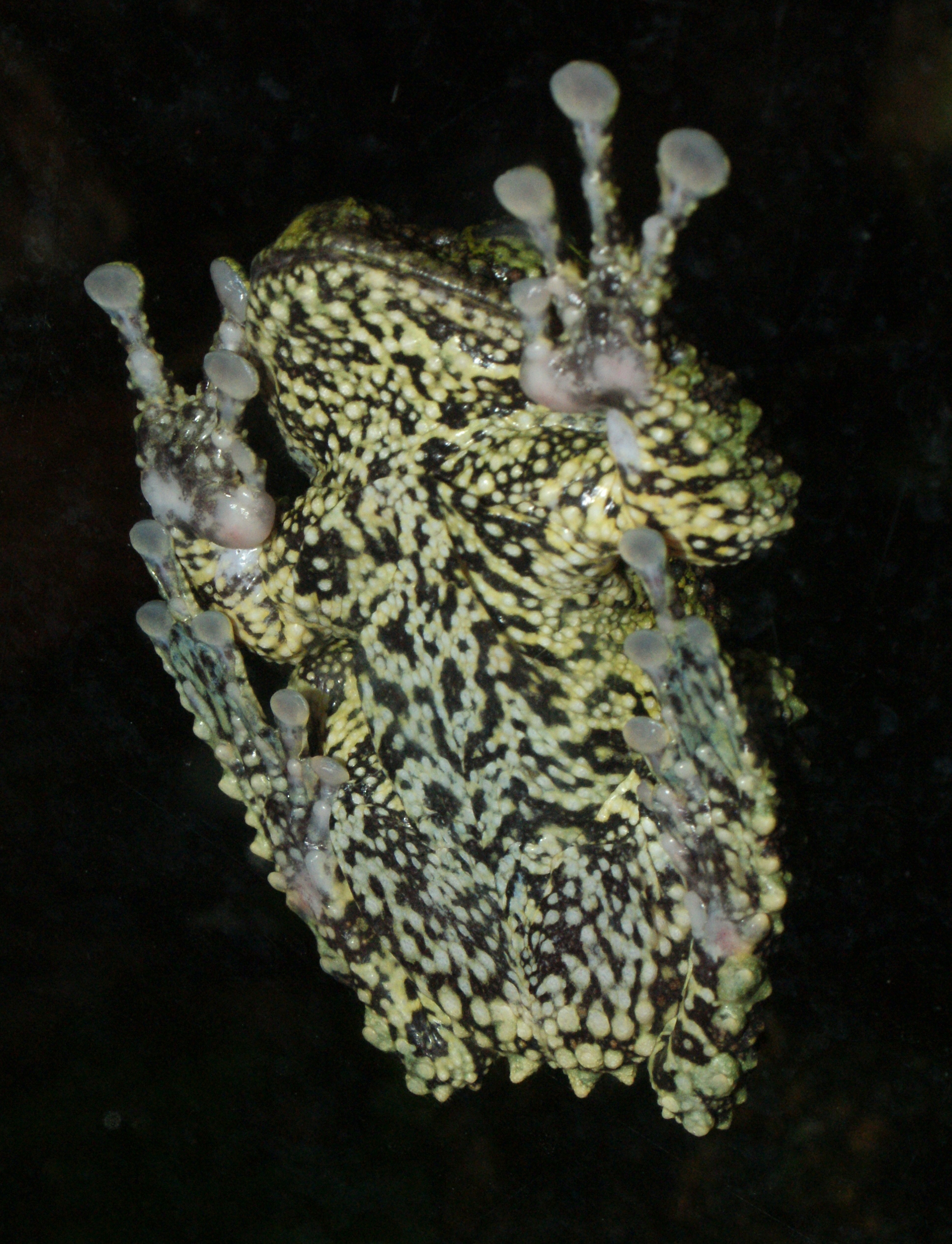
Theloderma corticale

Размер представителей рода колеблется от 2,7 до 9 см. Отличительной особенностью этих земноводных являются бугристая кожа, которая делает их похожими на лишайники или клочки мха. Бородавчатыми выростами часто покрыта не только спина, голова и лапы, но и брюхо. Столь необычный внешний вид делает телодерм привлекательными для террариумистов. Тело овальное, довольно массивное. Задние лапы достаточно длинные, с хорошо выраженными перепонками, доходящими почти до кончиков пальцев. На передних лапах перепонка отсутствует. Округлые присоски развиты на всех пальцах. Барабанная перепонка хорошо заметна, глаза крупные, высоко поднятые.
Окраска очень разнообразна: от ярко-зелёной с красными пятнами до тёмно-коричневой с белыми пятнами. Общее свойство окраски всех видов выражено в том, что она прекрасно маскирует лягушек на поверхности субстрата, на котором они живут.

## Распространение
Ареал рода простирается от северо-восточной Индии до Мьянмы и южного Китая, через Индокитай до Малайзии, Суматры, Калимантана.

## Образ жизни
Обитают как в горных, так и в равнинных дождевых тропических лесах. Ведут древесный образ жизни, очень тесно привязаны к воде. Питаются беспозвоночными.
В отличие от других представителей семейства, телодермы размножаются в дуплах деревьев или в гранитных или карстовых пустотах. Эти места характеризуются небольшим количеством воды, высоким содержанием органических веществ и малой освещённостью. Иногда эти веслоноги могут откладывать яйца в искусственных водоёмах, таких как бочки с водой, фундаменты зданий и бетонные резервуары с водой в лесу или недалеко от него. На этих участках проходит большая часть жизни телодерм. Лягушки собираются в семьи по 1 самцу и 1—3 самок. Сезон размножения у представителей рода сильно растянут и длится с марта по ноябрь. В ходе него телодермы делают несколько кладок с некоторым интервалом. Головастики питаются в основном детритом, но могут проявлять и всеядность, поедая ослабевших головастиков, упавших в воду беспозвоночных и даже птиц и других земноводных. После прохождения метаморфоза молодые веслоноги покидают участки родителей и рассеиваются по лесным биотопам.

## Классификация
На июль 2022 года в род включают 28 видов:
- Theloderma albopunctatum (Liu & Hu, 1962) — Белопятнистый веслоног
- Theloderma annae Nguyen at al., 2016
- Theloderma asperum (Boulenger, 1886) — Шероховатый веслоног
- Theloderma auratum Poyarkov et al., 2018
- Theloderma baibengensis (Jiang, Fei & Huang, 2009)
- Theloderma bicolor (Bourret, 1937) — Двухцветный веслоног
- Theloderma corticale (Boulenger, 1903) — Тонкинская гигантская телодерма
- Theloderma gordoni Taylor, 1962 — Лиловобрюхий веслоног
- Theloderma hekouense Du, Wang, Liu, and Yu, 2022
- Theloderma horridum (Boulenger, 1903) — Бородавчатый веслоног
- Theloderma khoii Ninh, Nguyen, Nguyen, Hoang, Siliyavong, Nguyen, Le, Le, and Ziegler, 2022
- Theloderma lacustrinum Sivongxay et al., 2016
- Theloderma laeve (Smith, 1924)
- Theloderma lateriticum Bain, Nguyen & Doan, 2009
- Theloderma leporosum Tschudi, 1838 — Шоколадный веслоногtypus
- Theloderma licin McLeod & Ahmad, 2007
- Theloderma moloch (Annandale, 1912) — Веслоног-молох
- Theloderma nagalandense Orlov at al., 2006
- Theloderma nebulosum Rowley at al., 2011
- Theloderma palliatum Rowley at al., 2011
- Theloderma petilum (Stuart & Heatwole, 2004)
- Theloderma phrynoderma (Ahl, 1927)
- Theloderma pyaukkya Dever, 2017
- Theloderma rhododiscus (Liu & Hu, 1962) — Краснолапый веслоног
- Theloderma ryabovi Orlov at al., 2006
- Theloderma stellatum Taylor, 1962 — Дупляной веслоног
- Theloderma truongsonense (Orlov & Ho, 2005)
- Theloderma vietnamense Poyarkov at al., 2015